# Javier Manjarín
Javier Manjarín Pereda (født 31. december 1969 i Gijón, Spanien) er en tidligere spansk fodboldspiller (angriber).
Manjaríns karriere, der strakte sig fra 1989 til 2005, blev primært tilbragt hos Sporting Gijón og Deportivo La Coruña. Hos Deportivo spillede han i seks sæsoner, og var med til at vinde både Copa del Rey og Supercopa de España med klubben i 1995. Han spillede et par sæsoner i mexicansk fodbold i slutningen af sin karriere.

## Landshold
Manjarín spillede gennem karrieren 13 kampe og scorede to mål for Spaniens landshold. Han var en del af den spanske trup til EM i 1996 i England. Her spillede han tre af spaniernes fire kampe i turneringen, hvor holdet blev slået ud i kvartfinalerne. Han scorede det første kamp i gruppekampen mod Rumænien, som spanierne vandt med 2-1.
Før sin tid på A-landsholdet havde Manjarín også været en del af det spanske U/23-landshold, der vandt guld ved OL i 1992 på hjemmebane i Barcelona. Manjarín opnåede ikke spilletid i turneringen.